# Ожарув
Ожа́рув (пол. Ożarów) — місто в південно-західній Польщі.
Належить до Опатовського повіту Свентокшиського воєводства.

## Демографія
Демографічна структура станом на 31 березня 2011 року:
|          | Загалом | Допрацездатний вік | Працездатний вік | Постпрацездатний вік |
| -------- | ------- | ------------------ | ---------------- | -------------------- |
| Чоловіки | 2349    | 448                | 1742             | 159                  |
| Жінки    | 2500    | 449                | 1652             | 399                  |
| Разом    | 4849    | 897                | 3394             | 558                  |